# أوغو كونتي (ممثل)
أوغو كونتي (بالإيطالية: Ugo Conti)‏ هو ممثل إيطالي، ولد في 30 مارس 1955 بميلانو في إيطاليا.

## أعمال

### أفلام
- (1991) الأبيض المتوسط

## وصلات خارجية
- أوغو كونتي على موقع IMDb (الإنجليزية)
- أوغو كونتي على موقع ألو سيني (الفرنسية)
- أوغو كونتي على موقع أول موفي (الإنجليزية)
- أوغو كونتي على موقع قاعدة بيانات الأفلام السويدية (السويدية)
- أوغو كونتي على موقع قاعدة بيانات الفيلم (الإنجليزية)
- أوغو كونتي على موقع كينوبويسك (الروسية)